# Nahid Kulenović
Nahid Kulenović (Brčko, BiH, 5. srpnja 1929. – München, Njemačka 30. lipnja 1969.), bio je hrvatski političar, novinar i publicist.

## Životopis
Nahid Kulenović rodio se u Brčkom 1929. godine u hrvatskoj obitelji Džaferbega i Zumrete Kulenović a njegov stric bio je Osman Kulenović hrvatski političar i visoki državni dužnosnik za vrijeme NDH. Nakon što je propala NDH Kulenovićeva obitelj emigrirala je prvo u Siriju, u Damask, a potom su se vratili u Europu. Gimnaziju je pohađao u Zagrebu, privatno učio u Siriji a završio u Španjolskoj. U Njemačkoj je završio tehnički fakultet i vjenčao se s Marijanom Deželić kćerkom Berislava Đure Deželića, hrvatskoga emigranta i političkoga djelatnika. Nakon dolaska u Njemačku Kulenović se politički aktivirao te je bio urednikom i piscem u emigrantskim glasilima Hrvatska sloboda i Hrvatska straža. Bio je tajnik organizacije Ujedinjenih Hrvata Njemačke te kasnije predsjednik njemačkoga ogranka HOP-a.

## Ubojstvo
Ubijen je u Münchenu, 30. lipnja 1969. godine, po nalogu jugoslavenske tajne policijske službe, UDBE. Kulenović je pronađen smrskane glave, mrtav, u kupaonici svoga stana a njegov bliski suradnik, vozač i tjelohranitelj Ivan Galić, nakon toga je nestao a ubrzo se saznalo da živi u Sarajevu i da je bio suradnik bosanskohercegovačke UDBE. Nalogodavci i počinitelj toga zločina nisu procesuirani.